# Samuel Ullman
 (février 2015).
Pour les articles homonymes, voir Ullman.
Samuel Ullman (né le 13 avril 1840 à Hechingen en Allemagne - mort le 21 mars 1924 à Birmingham dans l'Alabama) est un poète et homme d'affaires américain. 
Il est aujourd'hui principalement connu pour son poème Youth : c'était le favori du général Douglas MacArthur, qu'il avait notamment accroché sur le mur de son bureau à Tokyo quand il est devenu commandant suprême des forces alliées au Japon.

## Biographie
Né en 1840 à Hechingen (Hohenzollern), de parents juifs, Ullman a immigré avec sa famille en Amérique pour échapper à la discrimination à l'âge de onze ans. Les Ullman s'installent à Port Gibson, dans le Mississippi. Après avoir brièvement servi dans l'armée confédérée, il s’installe à Natchez (Mississippi). Ullman s’y marie et lance une entreprise. Il est conseiller municipal, membre de la commission locale de l'éducation.
En 1884, Ullman s'installe dans la jeune ville de Birmingham, en Alabama, et intègre immédiatement la première commission municipale de l'Éducation. Au cours de ses dix-huit ans de service, il défend le droit des enfants noirs à bénéficier des mêmes avantages éducatifs que les blancs. En plus de ses nombreuses activités communautaires, Ullman a aussi été président, puis rabbin laïc de la congrégation réformée de la ville, au Temple Emanu-El. Souvent controversé, mais toujours respecté, Ullman a laissé sa marque sur la vie religieuse, éducative, et sur les communautés de Natchez et Birmingham.
Retiré de la vie active, Ullman trouve plus de temps pour l'une de ses passions favorites : écrire des lettres, des essais et des poésies. Ses poèmes et ses essais poétiques couvrent des sujets aussi variés que l'amour, la nature, la religion, la famille, le mode de vie empressé d'un ami, et le style de vie « jeune ». 
C'est au général Douglas MacArthur qu’on doit la popularité d'Ullman en tant que poète : il a encadré une copie du poème de Ullman Être jeune et l'a accrochée sur le mur de son bureau à Tokyo ; il a aussi souvent cité le poème dans son discours. Grâce à l'influence de MacArthur, le peuple japonais a découvert « Être jeune » et s'est intéressé à l'auteur du poème.
Le 21 mars 1924, Samuel Ullman meurt à Birmingham dans l'Alabama.
En 1994, l'Université d'Alabama à Birmingham et la Société américano-japonaise de l’Alabama a inauguré le musée Samuel-Ullman dans le quartier sud de Birmingham. Le musée est situé dans l'ancienne résidence d'Ullman et est géré par l'université d'Alabama de Birmingham.

## Hommage
- Philippe de Dieuleveult s'inspirera du texte « Être jeune » pour donner un sens à sa vie. Il en fait mention dans son autobiographie J’ai du ciel bleu dans mon passeport, et il récitera également ce texte dans l'émission Champs-Élysées[1].